# 環甲肌
環甲肌（cricothyroid muscle、環甲狀肌、環盾肌）是喉部輔助發聲的唯一張力肌肉。它附著於甲狀軟骨的較低層及大角下、以及環狀軟骨的前外側，其作用在使甲狀腺向前傾斜以幫助張緊的声带。勿與後環勺肌混淆；環勺後肌是直接負責打開（綁持）聲帶之間的空間裂隙致能呼吸的唯一肌肉。

## 附加圖片

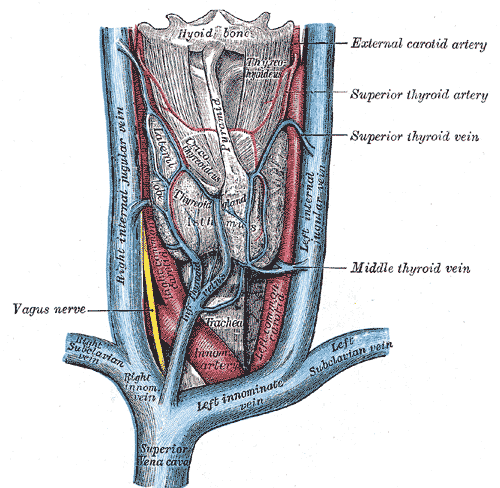
甲狀腺靜脈（英语：Thyroid veins）。
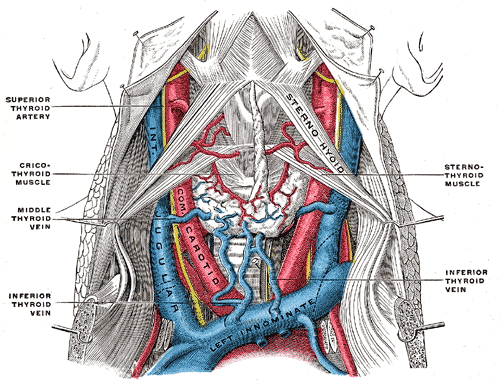
筋膜及甲狀腺中靜脈（英语：Middle thyroid vein）。
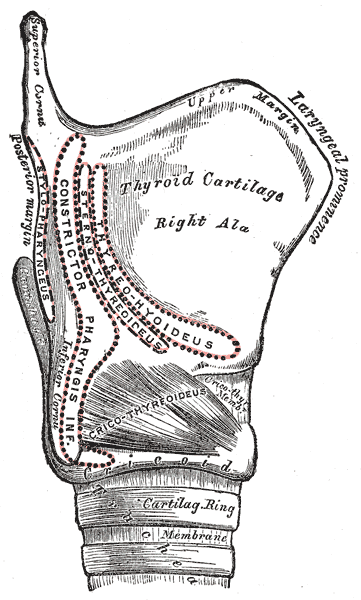
喉部側視圖，顯示肌肉附著組織。

## 外部連接
- Cricothyroid muscle （页面存档备份，存于）